# 21-й корпус ПВО
21-й корпус войск ПВО страны - входил в состав 10-й отдельной армии ПВО. Штаб находился в Североморске.

## Состав[1]
Так же в состав 21 корпуса ПВО страны входил 991 зенитно ракетный полк, сформированный в 1944 году , в поселке Гремиха, Мурманской области. Полк сбил 8 фашистских самолетов. Далее полк был преобразован в 224 ЗРБР . 21 корпуса ПВО
- 174 истребительный авиационный полк (Мончегорск, Мурманская обл)  МиГ-31
- 431 ИАП (Африканда, Мурманская обл)  Су-27
- 941 ИАП (Килп-Явр, Мурманская обл) Су-27
- 265 ИАП (Подужемье, Карелия) Су-15ТМ
- 5 РТБр (Североморск)
- 116 ЗРБр (п-в Рыбачий)
- 581 ЗРП (Полярный)
- 583-й зенитный ракетный Краснознамённый полк (Оленегорск)
- 174ртбр (Беломорск)